# Corcelles BE
| BE ist das Kürzel für den Kanton Bern in der Schweiz. Es wird verwendet, um Verwechslungen mit anderen Einträgen des Namens Corcelles zu vermeiden. |

Corcelles ist eine politische Gemeinde im Verwaltungskreis Berner Jura des Kantons Bern in der Schweiz.

## Geographie

Luftbild (1955)

Corcelles liegt auf 655 m ü. M., 6 km östlich von Moutier (Luftlinie). Das ehemalige Strassenzeilendorf erstreckt sich im Kettenjura, im Cornet, dem östlichen Teil des Juralängstals von Moutier, das auch den Namen Grand Val trägt. Corcelles liegt am Fusse eines kleinen Passes namens La Hauteur (795 m ü. M.), der Crémines mit Vermes im Kanton Jura verbindet.
Die Fläche des 6,8 km² grossen Gemeindegebiets umfasst den östlichsten Abschnitt des Grand Val, das im Norden durch den Mont Raimeux begrenzt wird. Das Gebiet reicht im Norden über den dicht bewaldeten Steilhang Le Beucle bis auf die Hochfläche des Mont Raimeux (bis 1143 m ü. M.), die typische Jurahochweiden mit einzeln oder in Gruppen stehenden grossen Fichten aufweist. Die südöstliche Begrenzung bildet die Jurakette La Haute Joux, auf der mit 1240 m ü. M. der höchste Punkt von Corcelles erreicht wird. Ganz im Osten erstreckt sich das Gemeindegebiet über einen Sattel bis ins Einzugsgebiet des Baches Gabiare, eines Zuflusses des Scheltenbaches (französisch La Scheulte). In Corcelles mündet von Norden her der Bach Gore Virat, der ein Erosionstal in die Südflanke des Mont Raimeux eingegraben hat, in den Gaibiat. Dieser Bach entwässert das Gebiet nach Westen in die Raus und damit zur Birs. Von der Gemeindefläche entfielen 1997 2 % auf Siedlungen, 57 % auf Wald und Gehölze, 40 % auf Landwirtschaft und etwas weniger als 1 % war unproduktives Land.
Zu Corcelles gehören die Hofsiedlung Raimeux de Corcelles (1115 m ü. M.) auf dem Hochplateau des Mont Raimeux sowie mehrere Einzelhöfe. Nachbargemeinden von Corcelles sind Crémines und Seehof im Kanton Bern, Vermes im Kanton Jura sowie Welschenrohr-Gänsbrunnen im Kanton Solothurn.

## Bevölkerung

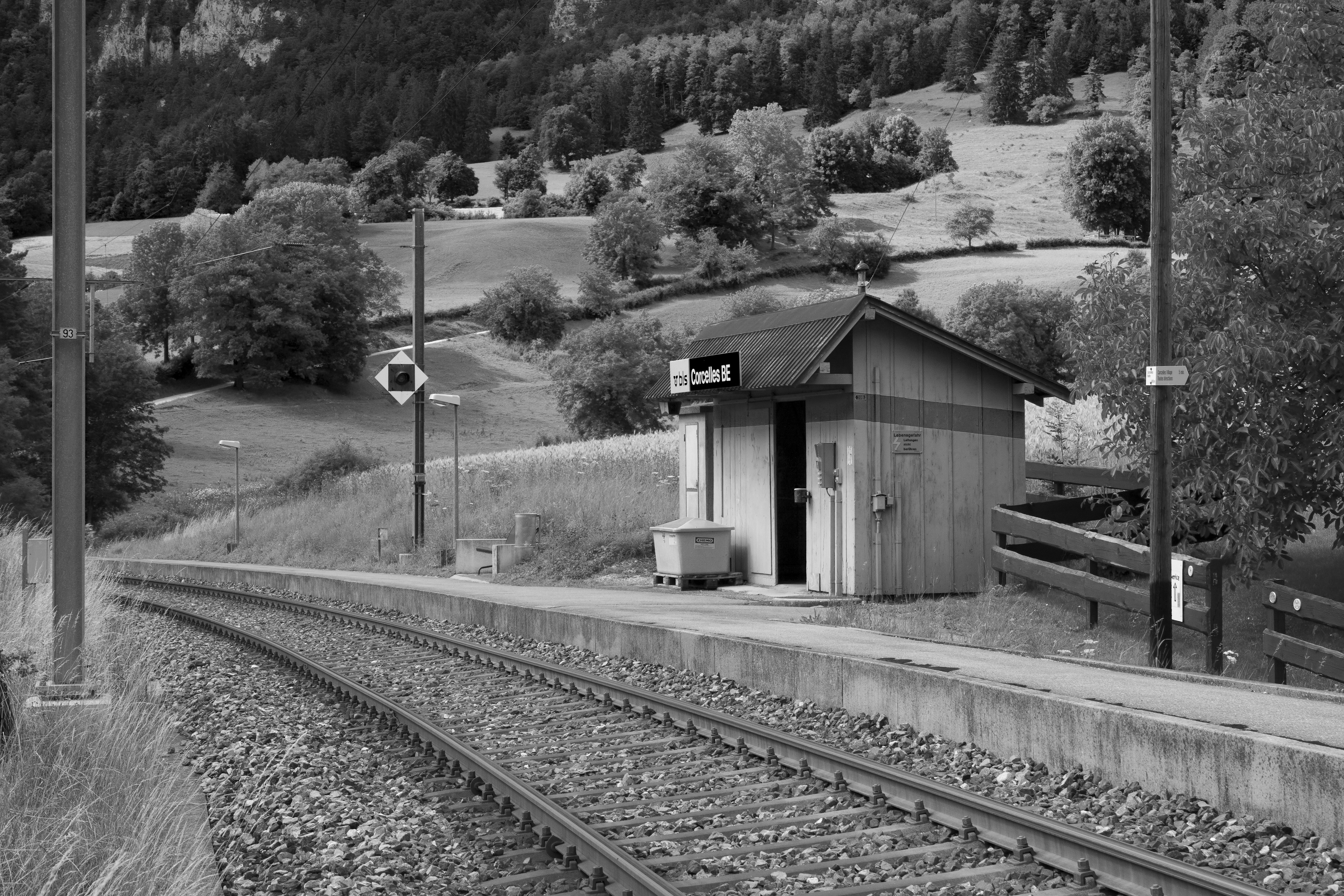
Der Bahnhof von Corcelles

Mit 197 Einwohnern (Stand 31. Dezember 2023) gehört Corcelles zu den kleinen Gemeinden des Berner Juras. Von den Bewohnern sind 84,4 % französischsprachig und 15,1 % deutschsprachig (Stand 2000). Die Bevölkerungszahl von Corcelles belief sich 1850 auf 180 Einwohner, 1900 auf 187 Einwohner. Im Verlauf des 20. Jahrhunderts pendelte sie stets im Bereich zwischen 180 und 220 Personen.

## Politik
Bei den Nationalratswahlen 2023 betrugen die Wähleranteile in Corcelles (in Klammern die Veränderung im Vergleich zu den Wahlen 2019 in Prozentpunkten): SVP 42,26 % (+0,27), EDU 21,81 % (+3,29), SP 10,42 % (+6,13), FDP 9,23 % (+7,82), Grüne 4,73 % (−9,95), Mitte 3,99 % (−10,37), glp 3,53 % (+2,70), EVP 3,30 % (+0,48), SD 0,00 % (−0,13).

## Wirtschaft
Corcelles ist ein noch landwirtschaftlich geprägtes Dorf mit Milchwirtschaft, Viehzucht sowie etwas Ackerbau und Obstbau in den tieferen Lagen. In den letzten Jahrzehnten hat sich Corcelles aber immer mehr zu einer Wohngemeinde entwickelt. Ausserhalb des primären Sektors gibt es im Dorf nur wenige Arbeitsplätze. Viele Erwerbstätige sind Wegpendler und arbeiten in Moutier. Im 19. Jahrhundert wurde bei Corcelles Eisenerz abgebaut, die Verhüttung fand hauptsächlich in den Hochöfen von Ludwig Von Roll in Gänsbrunnen statt, es gab aber auch kleine Schmelzöfen im Ort.

## Verkehr
Die Gemeinde liegt abseits der grösseren Durchgangsstrassen, ist aber von der Hauptstrasse Moutier–Balsthal gut zu erreichen. Am 1. August 1908 wurde die Bahnstrecke Solothurn–Moutier der Solothurn-Münster-Bahn von Moutier durch den Weissensteintunnel nach Solothurn eröffnet. Diese Strecke macht einen Bogen in das Tal von Corcelles und schliesst die Gemeinde dadurch an das Netz des öffentlichen Verkehrs an.

## Geschichte

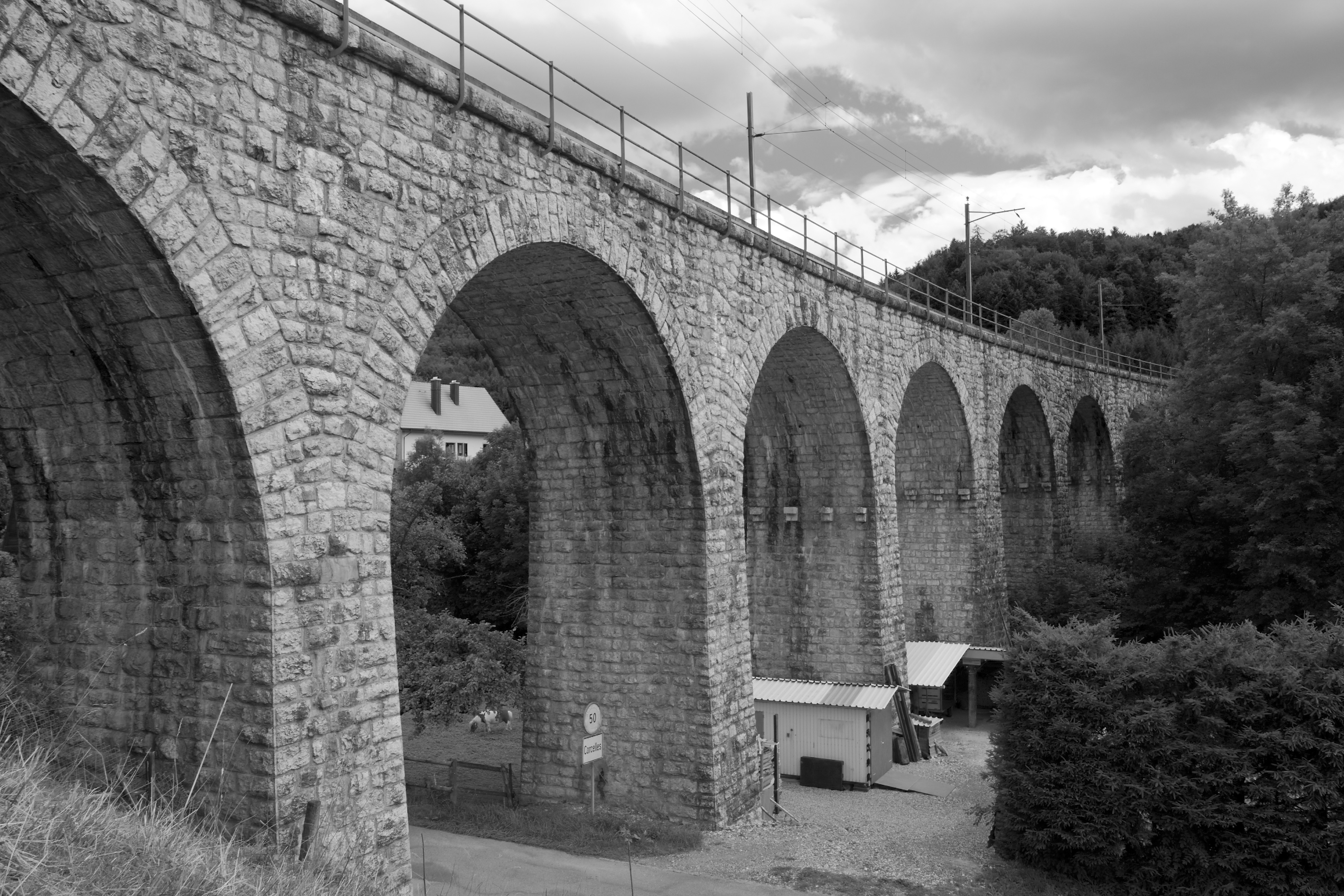
Viadukt am Dorfeingang

Seine erste schriftliche Erwähnung findet das Dorf 1181 als Corcellis. Der Ortsname geht auf das lateinische Wort corticella (kleiner Hof) zurück. Vermutlich wurde das Dorf von deutschsprachigen Bauern gegründet. Es unterstand bis zum Ende des 18. Jahrhunderts der Propstei Moutier-Grandval. Von 1797 bis 1815 gehörte Corcelles zu Frankreich und war anfangs Teil des Département Mont-Terrible, das 1800 mit dem Département Haut-Rhin verbunden wurde. Durch den Entscheid des Wiener Kongresses kam der Ort 1815 an den Kanton Bern zum Bezirk Moutier. Seit 1967 besteht eine kommunale Zusammenarbeit der Gemeinden des Cornet bezüglich Wasserversorgung, Abwasserreinigung und Primarschule.

## Sehenswürdigkeiten
Im Ortskern sind noch einige charakteristische Bauernhäuser aus dem frühen 17. Jahrhundert erhalten. Die Hammerschmiede, 1791 erbaut, wurde einer umfassenden Renovation unterzogen und 1987–1993 in ein Museum umgewandelt. Corcelles besitzt keine eigene Kirche, es gehört zur Kirchgemeinde Grandval. Ein Wanderweg führt durch die eindrückliche Schlucht Gore Virat auf den Raimeux de Crémines.

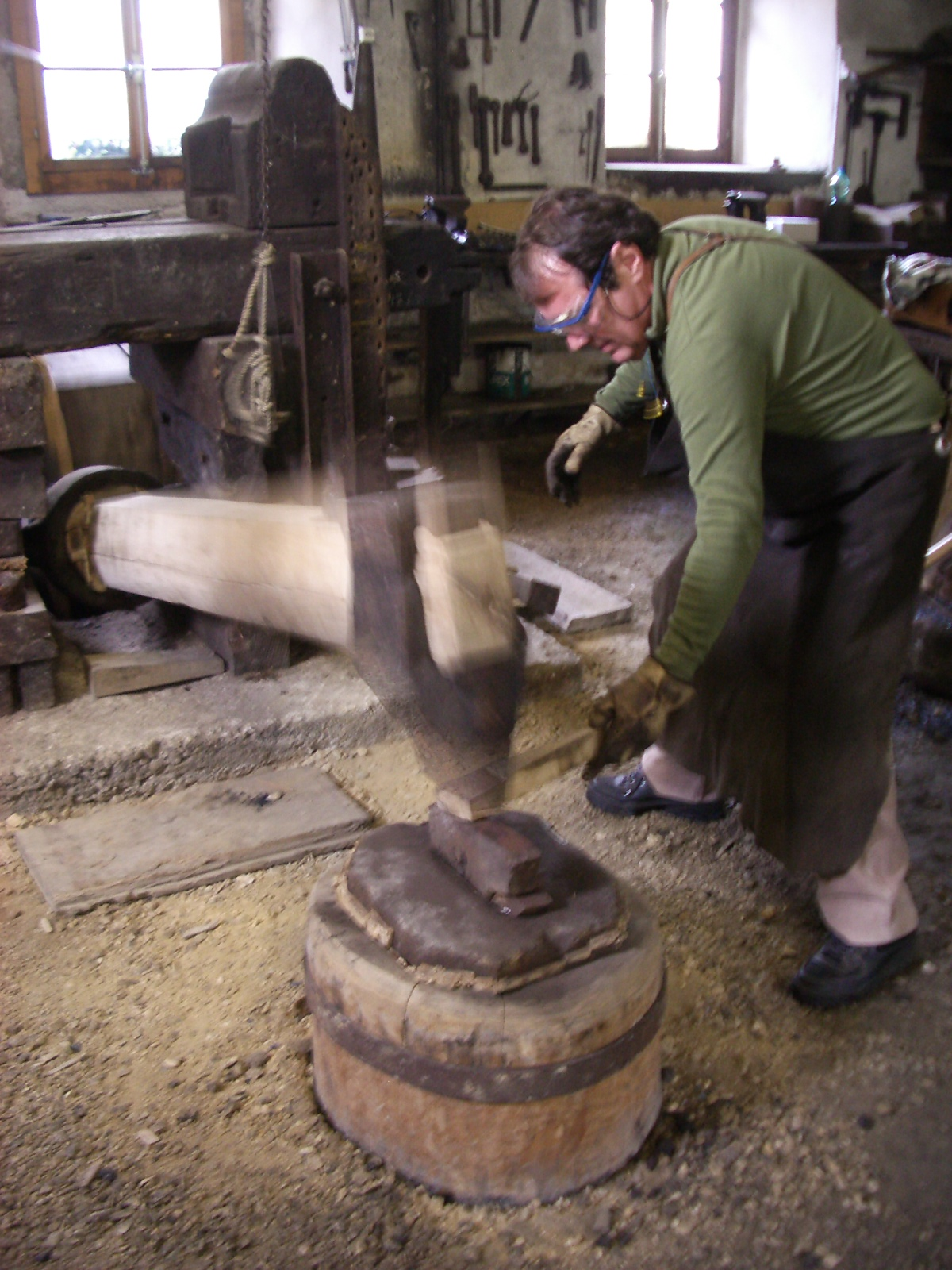
Hammerschmiede
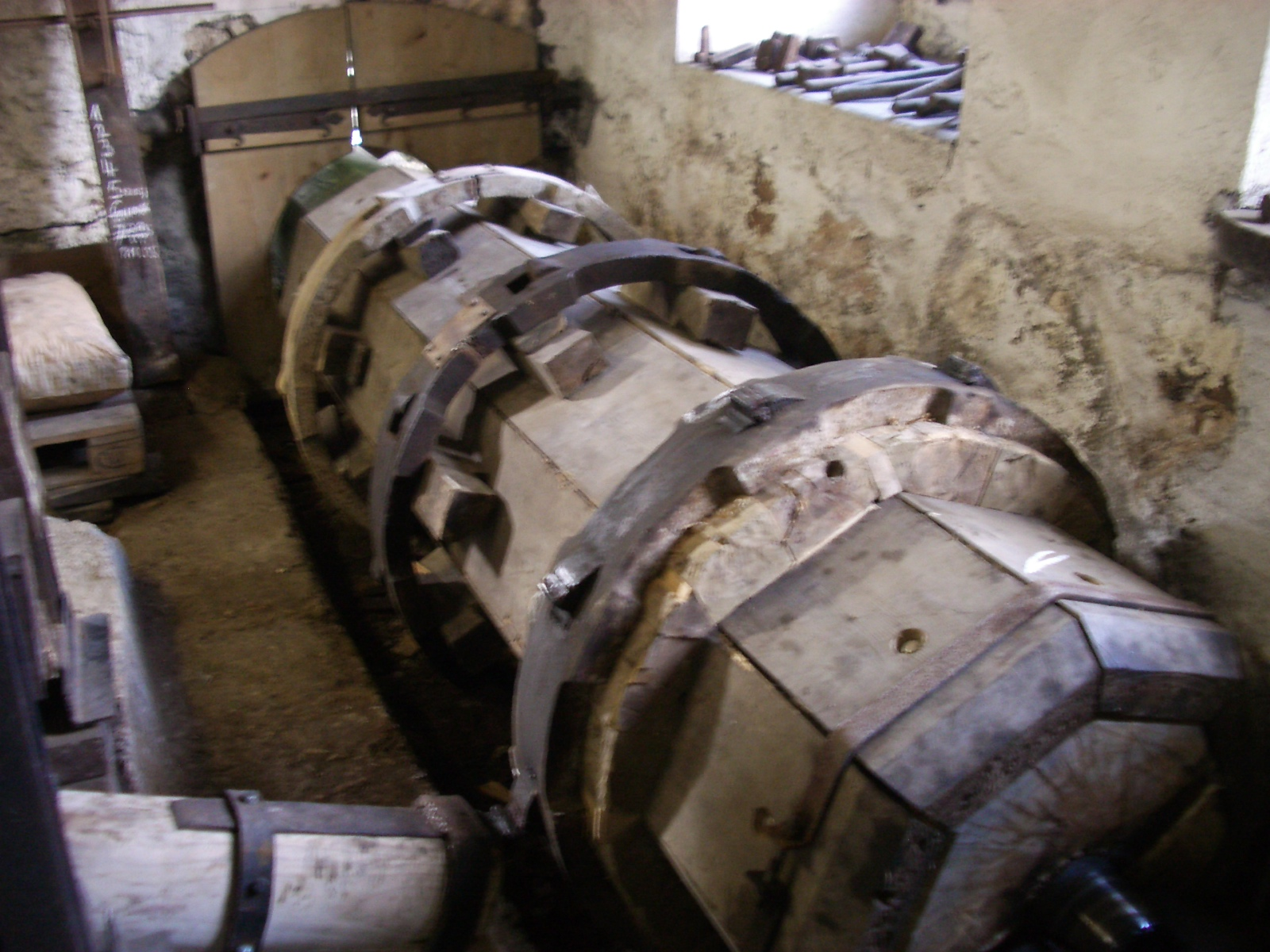
Nockenwelle der Hammerschmiede
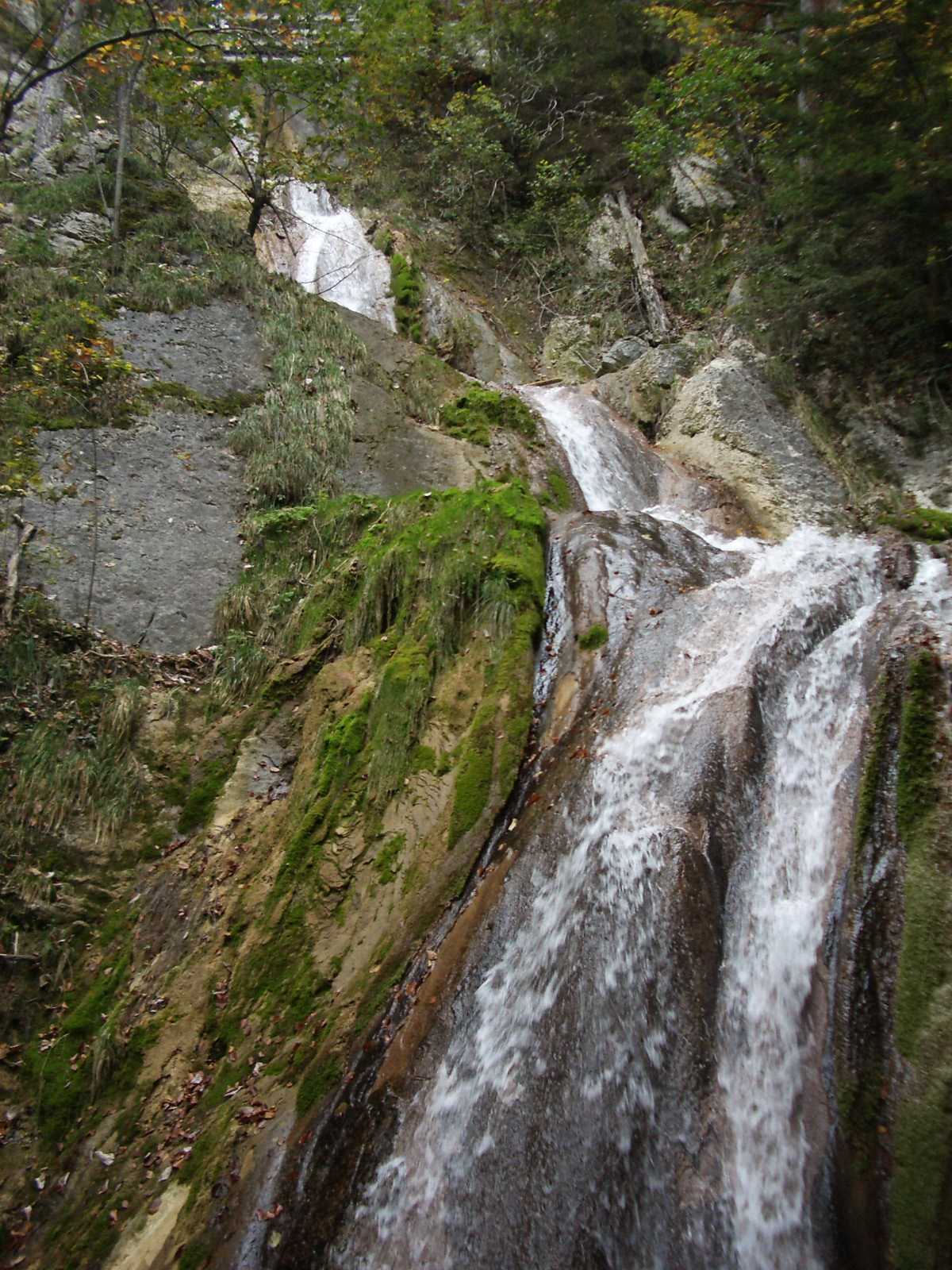
Wanderweg durch die Gore-Virat-Schlucht
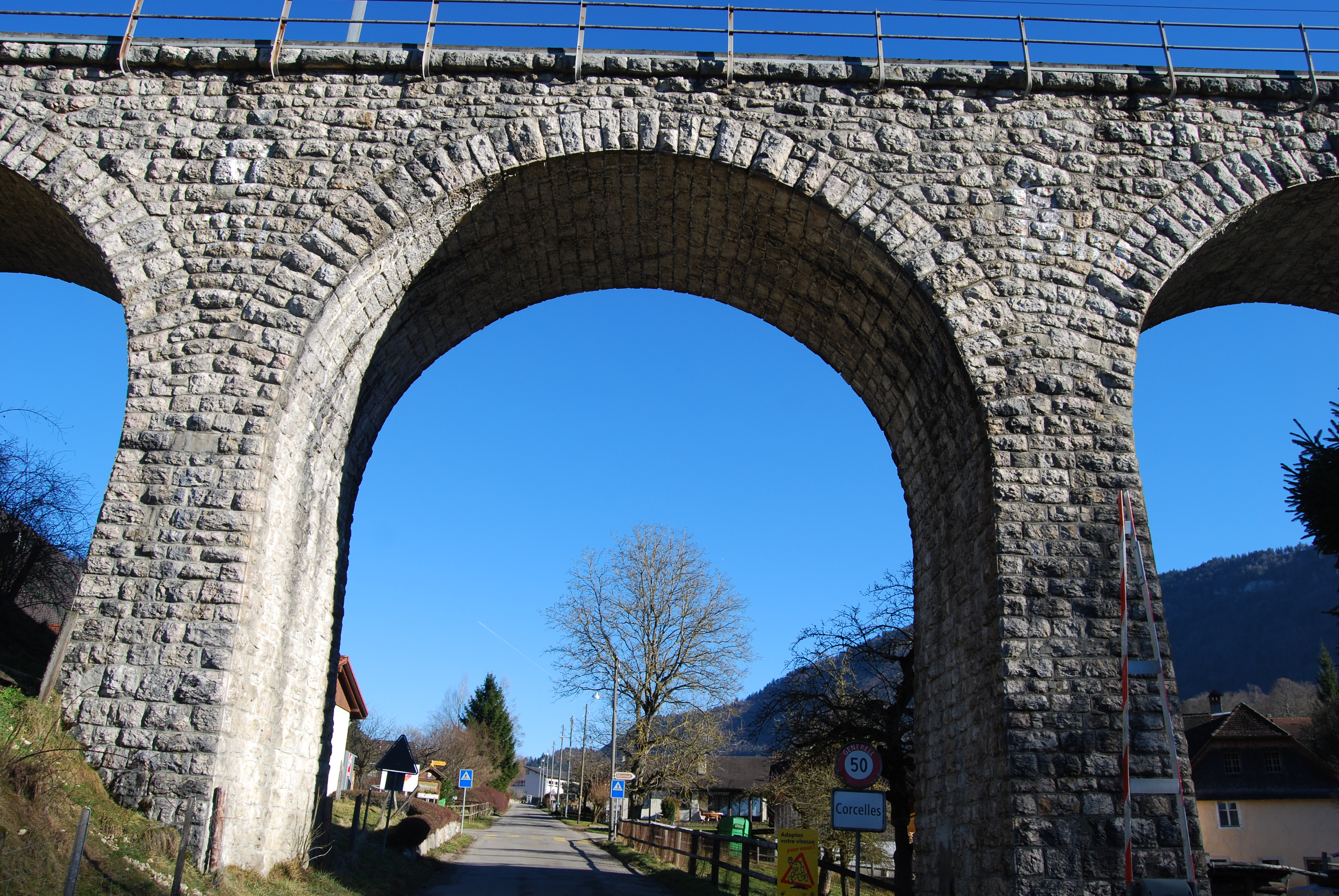
Ortseingang unter dem Viadukt
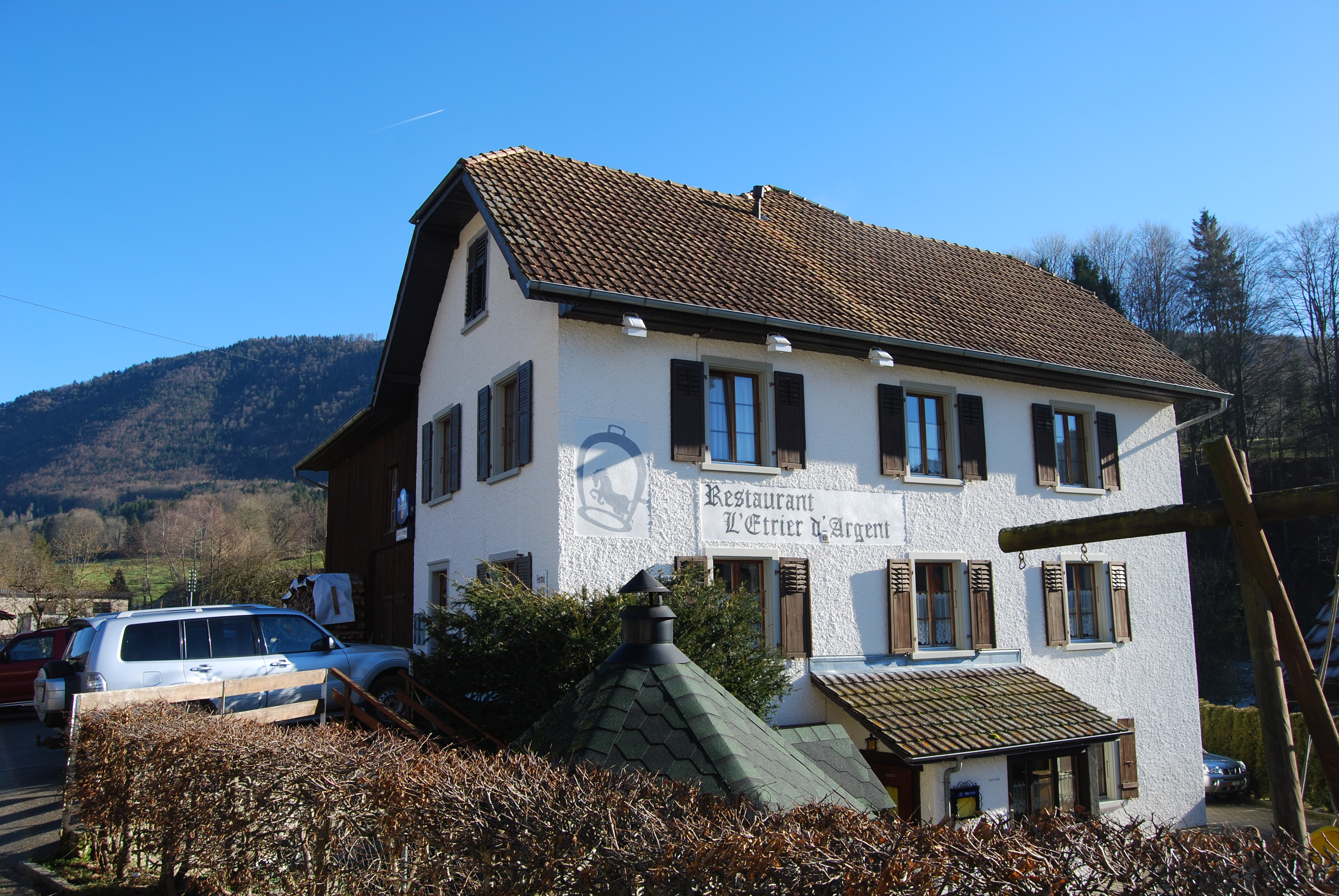
Restaurant L'Etrier d'Argent
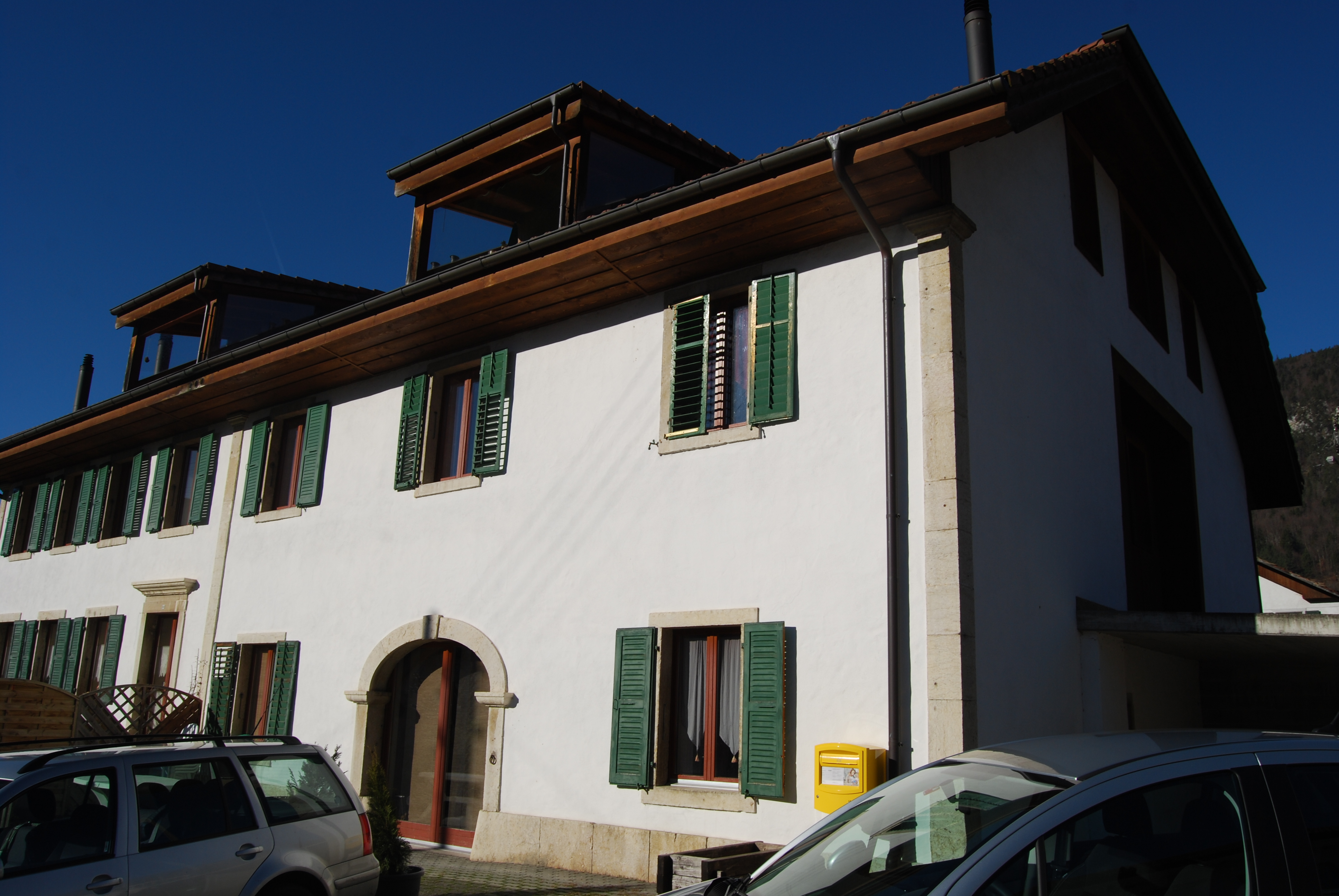
Typisches Wohnhaus
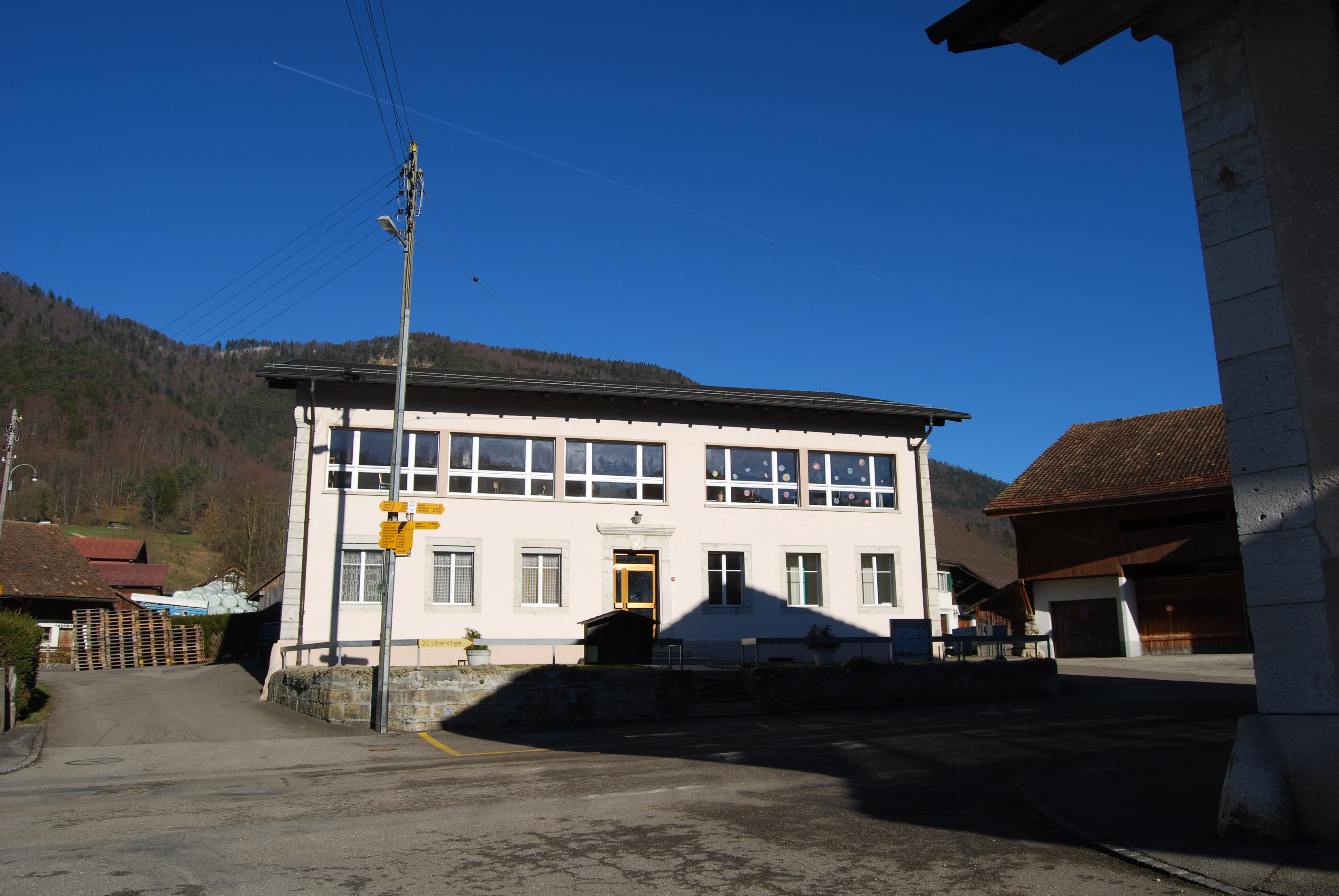
Schulhaus